# 燃料投棄

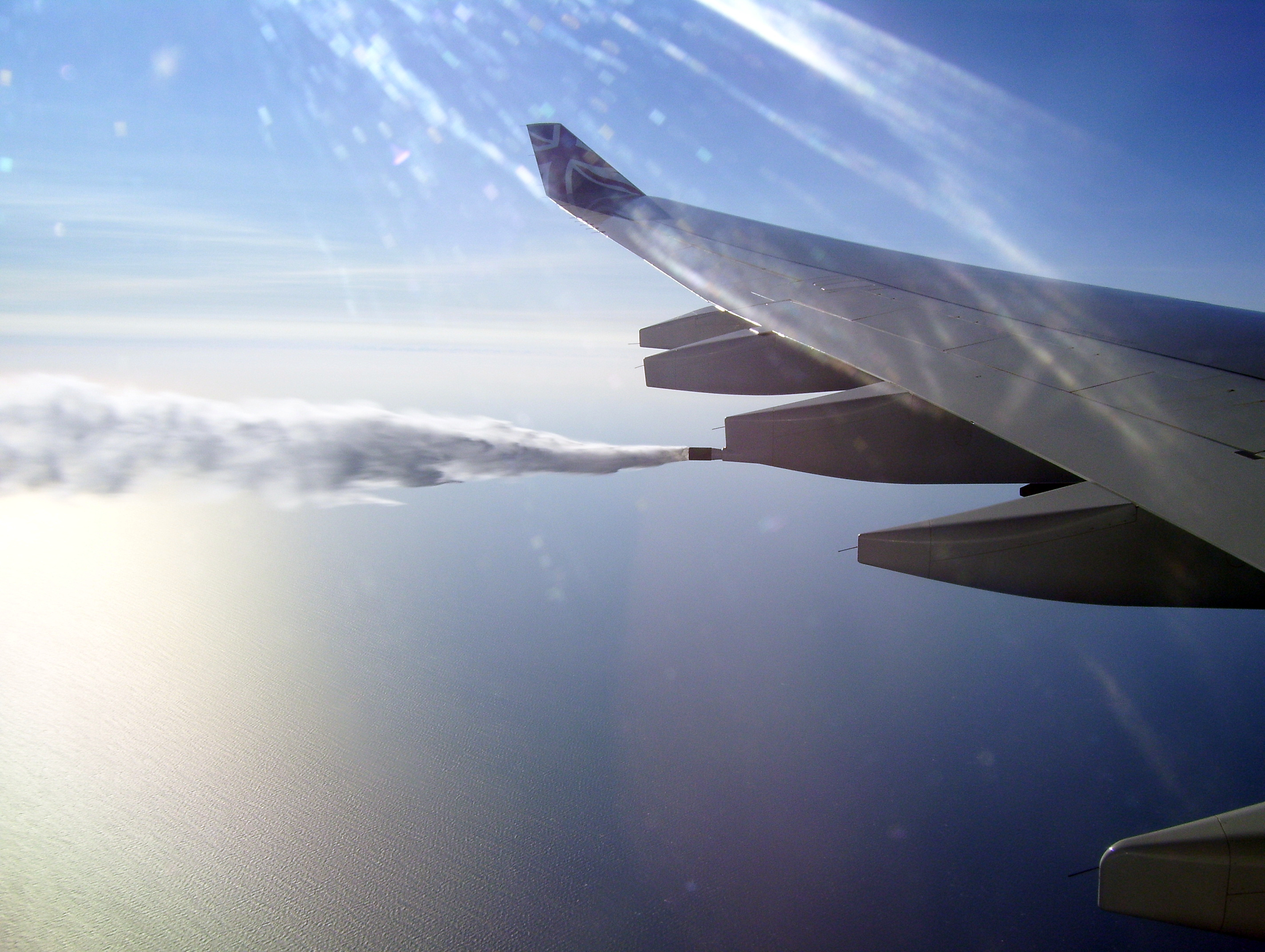
燃料投棄の機能を備えた旅客機がそれを行っているところ。主翼の後方に備え付けられている専用ノズル（フューエルダンピングノズル）からジェット燃料が勢いよく噴出している様子が分かる。この画像に見る条件であれば、燃料は霧化して大気中に四散する。
画像の機体はエアバスA340-600。前時代の機体や小型の機体は、基本的にこのような設備を持たないため、飛び続けることで燃料を消費するしかない。

航空機が行う燃料投棄（ねんりょうとうき、英語: dumping of fuel, discarding of fuel, fuel jettison）とは、飛行中の航空機が、搭載している燃料を機外へ排出し、大気中に棄てることを指す。

## 概要
航空機が何らかの理由により緊急着陸しなくてはならない状況において、その時点での総重量が別途定められた最大着陸重量を上回る場合、搭載している燃料を機外に排出することで総重量を減らす。
通常、投棄はある程度の高度で行われ、ジェット燃料は地上に到達する前に気化するため被害は出ない。しかし、低高度で投棄を行ったり気象条件によっては地上に被害が発生する。2020年1月14日にはデルタ航空89便が低高度で燃料投棄を行い、地上で56人が負傷するという出来事も起きている。

## 降着装置（ランディングギア）の強度
航空機の降着装置は主として着陸時に想定される荷重を基に設計される。飛行中には死重（デッドウェイト）となる降着装置は、なるべく軽量であることが望ましいため、着陸時の荷重設定の前提として離陸時の機体総重量は考慮せず、燃料をある程度消費した後の総重量に基づいて設計が行われる。この結果、離陸した直後の燃料満載状態にある航空機は、場合によっては降着装置の強度が不足してそのままでは着陸することができない。長距離を運航する（燃料積載量の大きい）航空機では特にその傾向が顕著となる。
一例として、国際線用ボーイング747ではその最大離陸重量は 400 トン近いが、最大着陸重量は 300 トンに満たない。長距離国際線では日常的に最大着陸重量を超過した総重量での離陸が行われている。このため、離陸直後に引き返さなければならない事態が生じた際にはほとんどのケースでそのまま着陸することはできない状態となっている。

## 規則の変遷
1950年代後半から1960年代前半の米国においてジェット旅客機が運航を始めたころ、連邦航空局 (FAA) は最大離陸重量が最大着陸重量の 105 % を超過する航空機に燃料投棄システムの装着を義務付けていた。このためボーイング 707 や 727、ダグラス DC-8 は燃料投棄システムを備えている。これら機種は離陸直後に引き返さなければならなくなった際には、最大着陸重量を超過した分の燃料を投棄した後に着陸した。
1960年代にボーイングが 737 を、ダグラスが DC-9 を発表したが、これらの初期型はいずれも短距離専用で、搭載燃料も少なかった。このため燃料満載でも総重量が最大着陸重量を越えることはなく、いわゆる「105% ルール」を考慮する必要もなかったので、燃料投棄システムも持たなかった。ところがP&W 社が JT8D エンジンの高推力型派生モデルを次々と発表し、それらのエンジンを搭載した機種では飛行能力も向上し、大きな離陸重量を許容するようになった。これにより燃料をたくさん積んで長距離飛行が可能になったので、105% ルールに抵触するケースが生ずるようになり、製造中の機体にコストのかかる燃料投棄システムを取り付けなくてはならない事態となった。また、その後にもっと性能のよいエンジンが現れることを考慮して、FAA は 105% ルールを撤廃し、1968年に燃料投棄システムを必要とする条件の見直しを行った。新たに制定された連邦航空規則 (FAR) は、降着装置の強度よりも緊急着陸時の機動性を重視したもので、パート 25.1001 において、
- 最大離陸重量から、別途規定されたフラップ開度や推力等の条件における飛行（離陸、着陸復行、着陸など）からなる 15 分間の飛行に必要な燃料の重量を差し引いた重量において、
- （ランディング・クライム）フルフラップ状態で一定以上の上昇勾配が得られる (FAR 25.119)
- （アプローチ・クライム）エンジン 1 基が動作しない状態で、且つフラップ開度をアプローチ設定状態において一定以上の上昇勾配が得られる (FAR 25.121 d)

上記条件を満たせば燃料投棄システムを装備する必要がなくなった。つまり緊急着陸に際して十分な上昇力さえ確保されていればよいというものになった。
ほとんどの双発ジェット機（737、DC-9 / MD-80、A320 シリーズ、および各種のリージョナルジェット）はこの条件に適合するので、燃料投棄システムを備えていない。出発空港に引き返して着陸しなければならない場合には上空旋回を行って燃料消費を待つ。直ちに着陸しなければならない事情がある場合には構わず着陸を強行する。ただし、現代の旅客機では重量オーバーでの着陸が可能なように設計されてはいるとはいっても、あくまで緊急時に限られ、その後には多くの項目にわたる点検や検査が待っている。報道等では、全ての航空機が燃料投棄システムを持っているかのような誤解があるようだが、このように実際にはほとんどの航空機は持っていない。
中・長距離用双発ジェット機である 767 や、A300 / 310 / 330 等は燃料投棄システムを持たなくともよいが、上空旋回だけで燃料を消費するにはかなりの時間を要するため、注文時のオプション扱いとなっている。3発および4発ジェット機では燃料搭載量が格段に多いので、最大離陸重量近くにおいて上記 FAR 25.119 （ランディング・クライム）の条件をクリアするのに難があり、このため燃料投棄システムを備えている。

## 投棄
主翼端部や後縁部のエンジンから離れた箇所にフューエルダンピングノズル（燃料投棄ノズル）が設けられており、燃料はここから霧状に空中へ放出される。ボーイング747型機の場合で毎分2トンの燃料を放出できる。放出流量と時間を計算して必要量を投棄する。燃料投棄の実施は、付近に他の航空機が存在しないことや燃料が気化するのに充分な高度をとるなどを考慮する必要があり、通常は航空管制の指示のもとで行われる。
投棄量は通常、経済性を考慮して最大着陸重量による制限を満たすためのギリギリの量とするが、胴体着陸が予想されるといったケースでは、火災発生および延焼の可能性を低くするため、着陸までに必要な量を除いた全量を投棄することもある。条件によっては着陸復行に必要な加速が出来ない可能性があるため、滑走路の状況を詳細に把握するなどより慎重な対応が求められる。
軍用機においては、増槽（外部装備式追加燃料タンク）内の燃料を増槽ごと投棄する例が見られる。これは空中戦における機動性確保や被弾時の安全性確保のためである。また、緊急着陸時には、燃料の残っている増槽は極力投棄してから着陸する。
軍用機が戦闘を考慮して増槽を積む場合には、戦闘時の増槽投棄（燃料投棄）を考慮し、捨てる可能性のある増槽から優先的に燃料を消費するように調節して飛行する。増槽に燃料が残ったまま投棄された場合、槽内の燃料は気化することなく地上に到達するため、十分に地上への影響を考慮して行われるべきとされる。多くは火災の可能性が少ない海上への投棄が行われる。

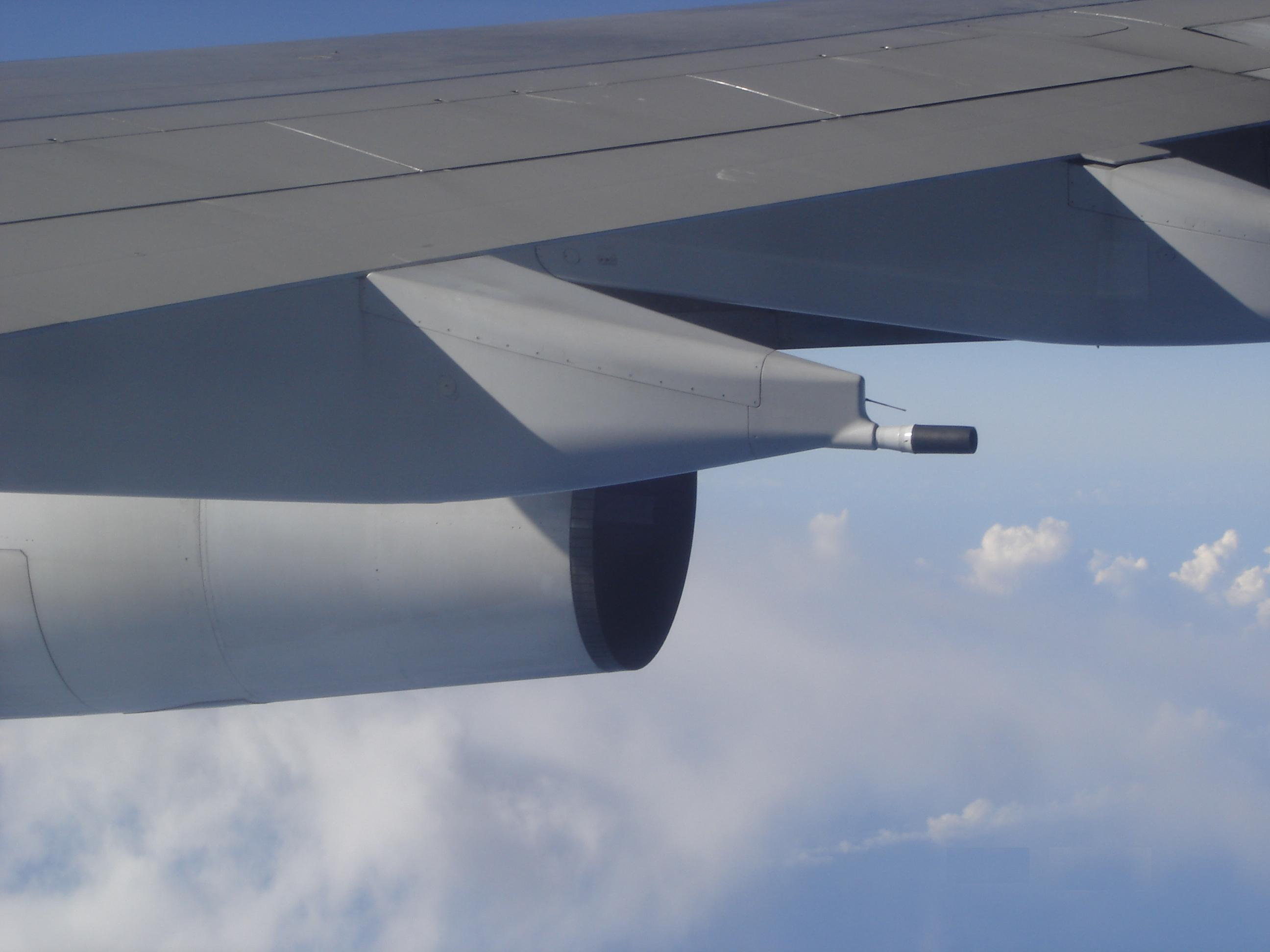
エアバスA340-311
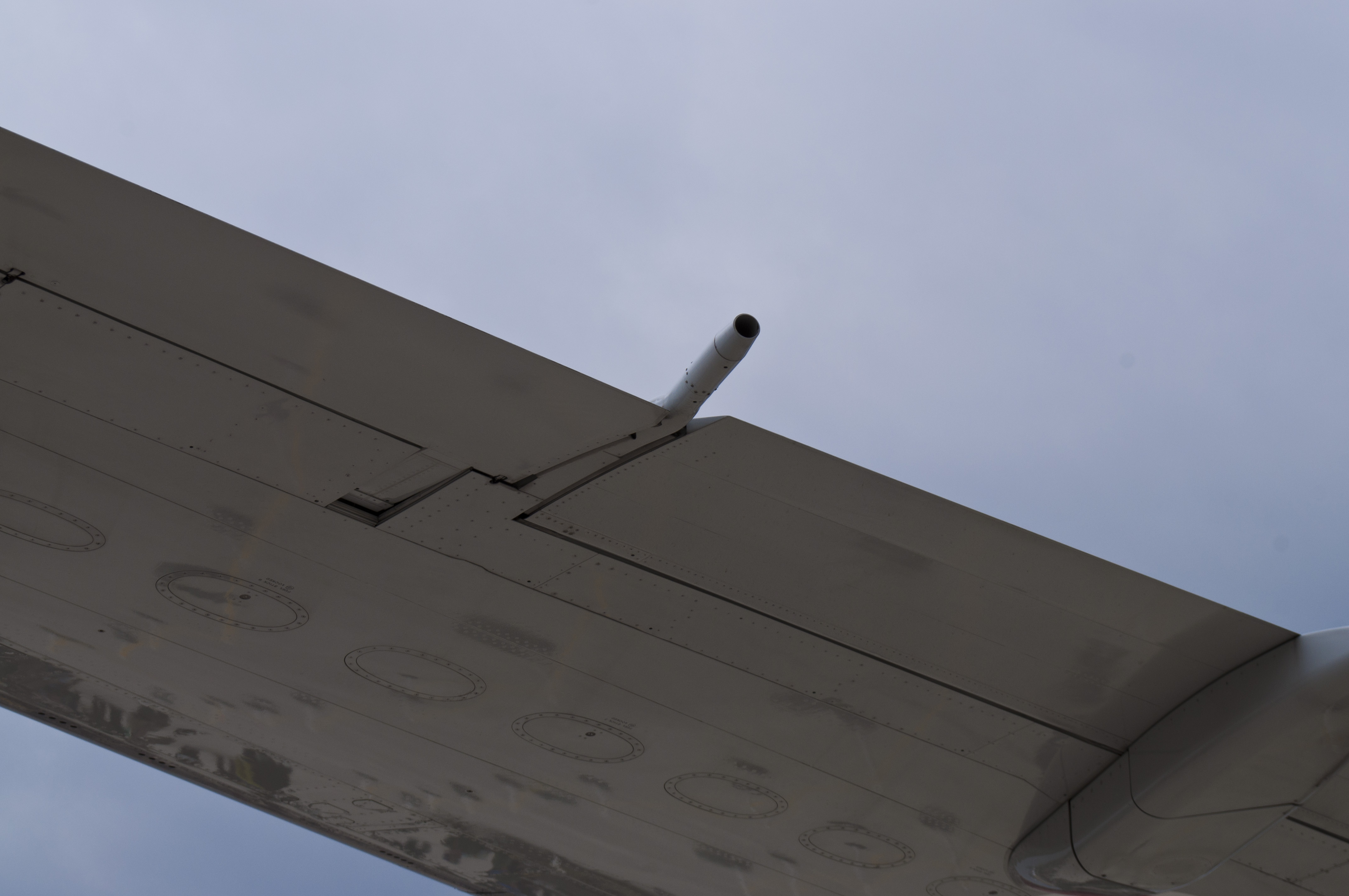
ボーイング KC-767
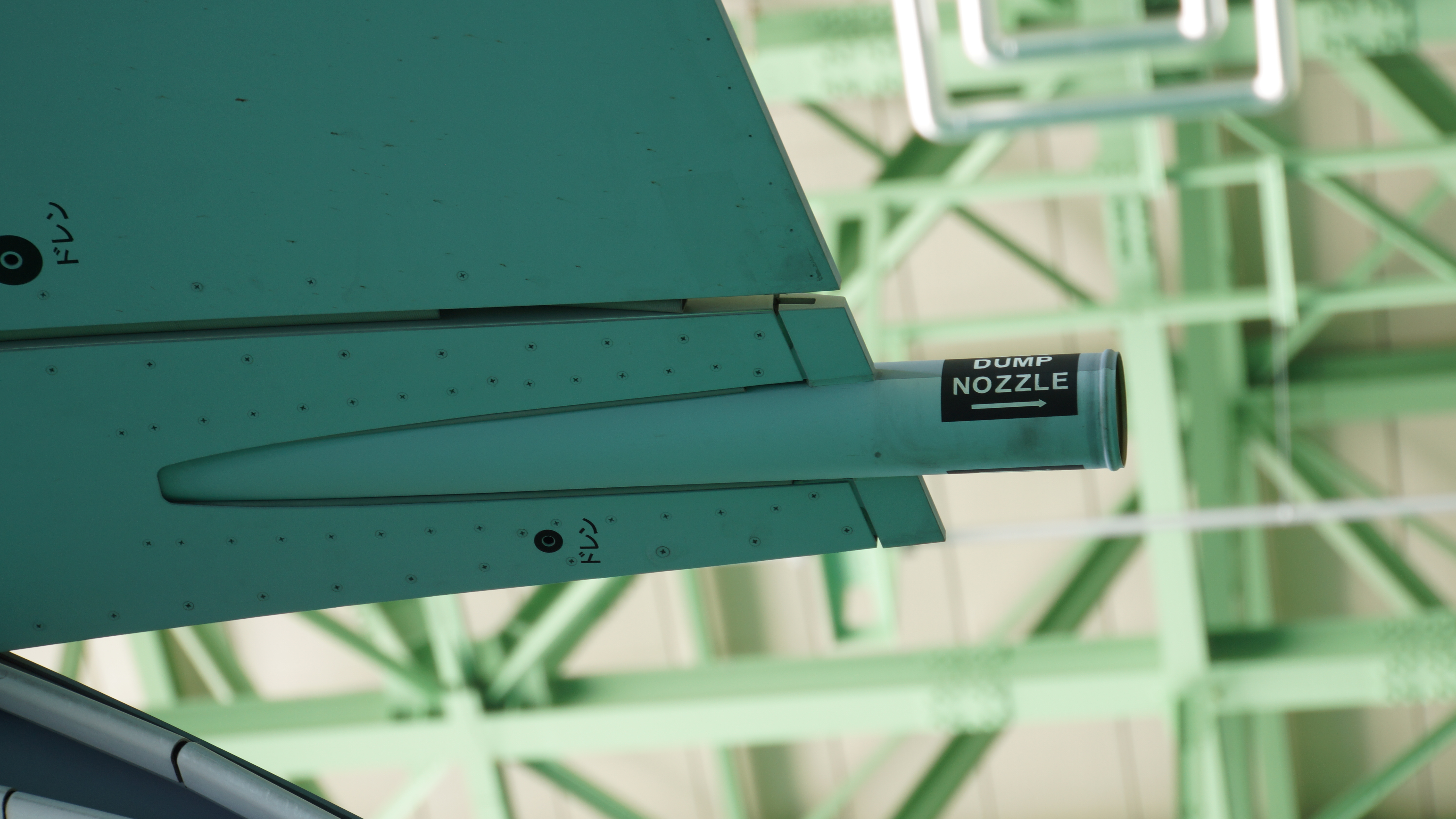
C-2（右主翼端）

## その他
上述のように燃料タンク容量の小さい航空機などでは燃料投棄機構を持たない。小型機では、燃料満載状態でも総重量が最大着陸重量を超過しないことが多いためだが、胴体着陸等が予想され、搭載燃料を極力少なくしたい場合には、上空旋回等を行うことで燃料の消費を待つほかない。胴体着陸を決行した全日空機高知空港胴体着陸事故では、DHC8-Q400に燃料投棄機構が無かったため、燃料を消費するため空港上空を約2時間旋回した。
航空機への妨害行為として、敵機の近距離で燃料を投棄して浴びせるという手法もある。
F-111は燃料投棄中にアフターバーナーを使うと、燃料に引火し機体の後ろに炎を引きずるトーチング（ダンプ&バーン）という現象が起こる。これを利用して展示飛行の演目として行っていた。